# Anatolij Czukanow
Anatolij Ołeksijowycz Czukanow (ukr. Анатолій Олексійович Чуканов, ros Анатолий Алексеевич Чуканов, Anatolij Aleksiejewicz Czukanow; ur. 10 maja 1954 w Nowospasowce, obwód rostowski, zm. 12 czerwca 2021) – radziecki kolarz szosowy, mistrz olimpijski oraz mistrz świata.

## Kariera
Pierwszy sukces w karierze osiągnął w 1976 roku, kiedy wspólnie z Władimirem Kaminskim, Aavo Pikkuusem i Walerijem Czapłyginem zdobył złoty medal w drużynowej jeździe na czas podczas igrzysk olimpijskich w Montrealu. Był to jego jedyny start olimpijski. Reprezentacja ZSRR w tym samym składzie zwyciężyła także na mistrzostwach świata w San Cristóbal w 1977 roku.